# Freddy Borg
Freddy Borg (* 27. November 1983 in Trelleborg) ist ein schwedischer Fußballspieler, der als linksfüßiger Offensivspieler insbesondere als Stürmer eingesetzt wird. Nachdem er seine Karriere in seinem Heimatland begonnen hatte, wechselte Borg Anfang 2012 nach Deutschland, wo er für verschiedene Vereine in der 2. Bundesliga und der 3. Liga spielte, und anschließend in Aserbaidschan, Schweden und Norwegen unter Vertrag stand.

## Werdegang

### Anfänge in Trelleborg, Malmö und Höllvikens
Borg begann im Alter von sechs Jahren, Fußball zu spielen. Sein Vater Mats Lindgren spielte einst bei IFK Malmö in der 2. Liga und war später Vorsitzender der IFK Trelleborg. Für diese spielte Freddy Borg als 17-Jähriger ebenfalls. Im Januar 2002 wurde Borg noch als 18-Jähriger zunächst für ein Jahr von der Malmö FF verpflichtet, nachdem er schon im Herbst 2001 mit der Mannschaft trainiert hatte.
Mit Höllvikens GIF spielte Borg 2003 und 2004 in der Division 2, die zu diesem Zeitpunkt die dritte Spielklasse darstellte. Dabei zog er trotz Platzierungen in der unteren Tabellenhälfte und zahlreicher Verletzungen mit insgesamt zwölf erzielten Toren in der Spielzeit 2004 das Interesse höherklassiger Vereine auf sich.

### Borg bei Östers Växjö
Im Dezember 2004 entschied sich Borg zu einem Wechsel zur Östers IF aus Växjö, die 2004 den direkten Wiederaufstieg aus der zweitklassigen Superettan in die Allsvenskan verpasst hatte. In der Spielzeit 2005 gelang es Borg daraufhin zwar nicht, sich als Stammspieler zu etablieren, doch trug er mit vier Toren in 16 Einsätzen dazu bei, dass Östers am Saisonende den zweiten Platz belegte und somit erneut in die Allsvenskan aufstieg. In dieser konnte sich die Mannschaft 2006 aber nicht behaupten und stieg als Tabellenvorletzter umgehend wieder ab. Dabei hatte Borg lediglich ein Tor binnen 18 Einsätzen erzielt.
In der Zweitligasaison 2007 gelang es Borg, sich in der neuformierten Mannschaft als Stammspieler zu etablieren. Anders als in den Vorjahren spielte Östers während dieser Spielzeit jedoch nicht um den sofortigen Wiederaufstieg, sondern geriet im Gegenteil sogar in Abstiegsgefahr. Dazu trug auch bei, dass Borg in seinen 24 Einsätzen erneut nur ein Tor hatte erzielen können. Zum Saisonende belegte die Mannschaft schließlich den vorletzten Platz der Tabelle und stieg folglich in die Division 1 als nunmehr dritthöchster Spielklasse Schwedens ab.
In der Division 1 kam Borg daraufhin in den Spielzeiten 2008 und 2009 zu insgesamt 27 Einsätzen, in denen er sieben Tore erzielte. Doch weil der Verein 2008 nur den zweiten Platz seiner Ligastaffel belegt und die damit erreichten Relegationsspiele gegen die Jönköpings Södra IF verloren hatte, gelang der Wiederaufstieg erst 2009 als Tabellenerster. In der Saison 2010 der Superettan absolvierte Borg daraufhin 27 Einsätze für den Aufsteiger, in denen er insgesamt sieben Tore erzielen konnte. Die Mannschaft belegte aber trotz eines zwischenzeitlichen Trainerwechsels lediglich den drittletzten Rang und war somit verpflichtet, zwei Relegationsspiele gegen die Qviding FIF zu bestreiten, die nun ihrerseits den zweiten Platz der Südstaffel der Division 1 belegt hatte. Auch durch zwei Tore Borgs konnte Östers jedoch beide Spiele für sich entscheiden und erreichte somit den Klassenerhalt.
Zur Spielzeit 2011 kündigte Borg an, dass diese Saison seine letzte für Östers sein würde, da er ein Engagement im Ausland anstrebe. Unter dem neu eingesetzten Trainer Roar Hansen belegte er daraufhin mit der Mannschaft den vierten Platz der Abschlusstabelle, nur drei Punkte vom zur Aufstiegsrelegation berechtigenden dritten Platz entfernt. Dabei hatte Borg mit acht Toren in 25 Einsätzen seine persönlich erfolgreichste Saison für Östers gespielt und dadurch auch das Interesse mehrerer Erstligisten auf sich gezogen.

### Stationen in Deutschland
Zu Jahresbeginn 2012 reiste Borg nach Deutschland, um beim von Mario Basler trainierten Drittligisten Rot-Weiß Oberhausen ein Probetraining zu absolvieren. Dabei hinterließ Borg zwar einen positiven Eindruck, so dass eine Verpflichtung des Schweden denkbar gewesen wäre, doch spielte Borg wenige Tage später auch beim Zweitligisten Hansa Rostock vor. Bei den von Wolfgang Wolf trainierten Ostseestädtern konnte sich Borg dabei zunächst für eine Verlängerung dieses Probetraining empfehlen und wurde bald darauf auch fest an den Verein gebunden: Borg unterschrieb einen Vertrag bis zum Juni 2012, der sich im Falle des Klassenerhalts der abstiegsbedrohten Rostocker automatisch um ein weiteres Jahr verlängern sollte.
Am 5. Februar 2012 bestritt Borg bei der 1:2-Niederlage gegen den VfL Bochum sein Debüt in der 2. Bundesliga. Sowohl in diesem Spiel wie auch beim 4:2-Sieg über den MSV Duisburg am nachfolgenden Spieltag konnte sich Borg in die Torschützenliste eintragen, so dass er schon bald als „Hoffnungsträger“ beim abstiegsbedrohten F.C. Hansa galt. Bereits ab Mitte März konnte er – auch bedingt durch eine Oberschenkelverletzung – aber nicht mehr an diese Leistungen anknüpfen und kam überwiegend nur noch als Einwechselspieler zum Einsatz. Vor diesem Hintergrund warf Trainer Wolf dem Stürmer öffentlich vor, dass dieser taktische Vorgaben nicht einhielte und zudem Schwächen in Kopfballspiel und Ballannahme aufweise. Zum Saisonende hatte Borg dann zwar fünf Tore binnen 14 Einsätzen erzielen können, doch stand der Abstieg Rostocks in die dritte Spielklasse bereits ab dem vorletzten Spieltag fest. Ein Angebot zur Vertragsverlängerung in Rostock erhielt Borg daraufhin nicht und auch ein mögliches Engagement Borgs beim in der zweiten Liga verbliebenen MSV Duisburg scheiterte aufgrund unterschiedlicher finanzieller Vorstellungen.
Anfang Juni 2012 unterschrieb Borg schließlich einen Zweijahresvertrag bei der Alemannia aus Aachen, die gleichzeitig mit Hansa aus der 2. Bundesliga in die 3. Liga abgestiegen war. Für Aachen absolvierte Borg bis zur Winterpause der Saison 2012/13 14 Spiele, war in zehn dieser Partien jedoch lediglich per Einwechslung zum Einsatz gekommen und hatte nur ein Tor erzielt. Unterdessen hatte der Verein wegen finanzieller Schwierigkeiten einen Insolvenzantrag stellen müssen, weshalb der Großteil der Mannschaft einen Gehaltsverzicht von bis zu 70 Prozent hinnehmen musste, während vier andere Spieler den Verein in der Winterpause verließen. Zu diesen Spielern gehörte auch Borg, der Ende Januar 2013 einen bis zum Saisonende befristeten Vertrag beim Ligakonkurrenten SV Darmstadt 98 erhielt. Bei den Hessen kam er in der Rückrunde daraufhin auf weiter 14 Einsätze, in denen er jedoch ohne Torerfolg blieb. In der Abschlusstabelle belegte er mit der Mannschaft den 18. Rang. Dem damit verbundenen sportlichen Abstieg konnten die Lilien nur durch den Lizenzentzug der Offenbacher Kickers entgehen.

### Kurze Aufenthalte in Aserbaidschan, Schweden und Norwegen
Trotz Angeboten aus Schweden wechselte Borg im Sommer 2013 zu AZAL PFK Baku. Für den Verein aus der aserbaidschanischen Hauptstadt spielte er in der Premyer Liqası, kam aber nur zu unregelmäßigen Einsätzen als Einwechselspieler. Letztlich löste er daher zum Jahreswechsel seinen Einjahresvertrag vorzeitig wieder auf.
Im März 2014 unterzeichnete er einen bis zum Sommer gültigen Vertrag bei Trelleborgs FF in seinem Heimatort. Für den Zweitligisten erzielte er in acht Spielen zwei Tore, sein auslaufender Vertrag wurde nicht verlängert. Daher wechselte er Mitte August ablösefrei zum norwegischen Klub Nybergsund IL-Trysil in die drittklassige Oddsenligaen, wo er einen bis zum Saisonende gültigen Kontrakt erhielt. Für den Klub erzielte er sechs Tore in elf Spielen, als Tabellenfünfter verpasste die Mannschaft den Aufstieg in die zweite Liga.